# Solus (Distribució GNU/Linux)
Solus, basada en els projectes discontinuats SolusOS i Evolve OS, és una distribució GNU/Linux desenvolupada de forma independent per a l'arquitectura x86-64. Empra Systemd com a procés d'inici, Calamares com a instal·lador i permet elegir entre diversos entorns d'escriptori, essent Budgie el propi de la distribució. S'enfoca en l'ús d'ordinadors personals, és de llançament continu i fàcil d'utilitzar. El seu gestor de paquets, eopkg, es basa en PiSi de Pardus Linux.